# 傑弗瑞·薩德
傑弗瑞·薩德（英語：Jeffrey K. Zeig, PhD，1947年11月6日—），是一位作者、心理治療導師及臨床工作者。他編輯或合著超過二十本心理治療相關的書籍，這些著作翻譯成十四種語言出版。他籌畫數個關於心理治療的會議，並創立了米爾頓·艾瑞克森基金會，目前是該基金會的執行長。

## 背景
薩德追隨米爾頓·艾瑞克森學習催眠療法；1979年於艾瑞克森家中舉辦的教學研討會，薩德將它製作成教學錄影帶，並出版書籍《跟大師學催眠》。
薩德發起的心理治療演化會議（The Evolution of Psychotherapy Conferences），吸引了頂尖心理治療師參與。他是以下會議的創辦人兼主席：世界短期心理治療大會、伴侶治療大會、艾瑞克森催眠治療學派國際大會。
薩德是許多期刊的編輯委員，美國心理學會和美國臨床催眠協會的會員。

## 中文出版書籍
- 《艾瑞克森：天生的催眠大師》（Experiencing Erickson:An Introduction to the Man and His Work），2004年，繁體中文版由心靈工坊出版，ISBN 986-757-413-3

- 《跟大師學催眠：米爾頓．艾瑞克森治療實錄》（A Teaching Seminar with Milton H. Erickson），2004年，繁體中文版由心靈工坊出版，ISBN 986-757-414-1

- 《經驗式治療藝術：從艾瑞克森催眠療法談起》（The Anatomy of Experiential Impact Through Ericksonian Psychotherapy: Seeing, Doing, Being）,2019年，繁體中文版由心靈工坊出版，ISBN 978-986-357-157-5

- 《喚醒式治療：催眠‧隱喻‧順勢而為》（Evocation: Enhancing the Psychotherapeutic Encounter）,2020年，繁體中文版由心靈工坊出版，ISBN 978-986-357-191-9